# BLOS (Boxmeer)
De Boxmeerse Lokale Omroep Stichting, meestal afgekort BLOS genoemd en werkend onder de naam BLOS RTV, was de lokale omroep van de voormalige Nederlandse gemeente Boxmeer. De BLOS verzorgde sinds 1991 radio-uitzendingen en vanaf 2005 ook televisieprogramma’s voor de gemeente.
De zender verzorgde radio-uitzendingen via de ether, de kabel en via een internetstream. De televisieprogramma's konden worden bekeken in de gemeente Boxmeer via kabeltelevisie.
Per november 2016 is BLOS RTV opgegaan in de nieuwe regionale Omroep Land van Cuijk.